# Demelodos iheringi
Demelodos iheringi là một loài nhện trong họ Trechaleidae.
Loài này thuộc chi Demelodos. Demelodos iheringi được Cândido Firmino de Mello-Leitão miêu tả năm 1943.